# Diego Pérez (Fußballspieler, 1979)
Diego Pérez, vollständiger Name Diego Armando Pérez Quinta, (* 26. November 1979 in Fraile Muerto oder Melo) ist ein uruguayischer Fußballspieler.

## Karriere
Der 1,87 Meter große Torhüter Pérez spielte in etwa seit 2003, nach anderen Angaben seit der Apertura 2006 bis in die Clausura 2008 für den seinerzeitigen Zweitligisten Cerro Largo FC. In den beiden nachfolgenden Saisons stand er in Reihen der Montevideo Wanderers. Dort wurde in den Spielzeiten 2008/09 und 2009/10 25- bzw. 30-mal in der Primera División eingesetzt. 2010/11 gehörte er dem Kader des Erstligisten Danubio FC an. Diesen verließ er 2011 in Richtung des Zweitligisten Boston River und lief für seinen neuen Arbeitgeber in der Spielzeit 2011/12 in 20 Zweitligaspielen auf. Von dort kehrte er 2012 zu den Wanderers zurück, bei denen er in der Saison 2012/13 zu weiteren 13 Erstligaeinsätzen kam. Zur Apertura 2013 wurde er als Abgang ohne Zielangabe geführt. Seither ist kein neues Engagement im Profifußball für ihn verzeichnet. In der Spielzeit 2014/15 soll er wieder in Reihen des Cerro Largo FC gestanden haben.